# نينو إسبينوزا
نينو إسبينوزا (بالإنجليزية: Nino Espinosa)‏ هو لاعب كرة قاعدة دومينيكاوي، ولد في 15 أغسطس 1953 في Villa Altagracia ‏ في جمهورية الدومينيكان، وتوفي بنفس المكان في 24 ديسمبر 1987 بسبب نوبة قلبية.

## وصلات خارجية
- نينو إسبينوزا على موقع دوري كرة القاعدة الرئيسي (الإنجليزية)
- نينو إسبينوزا على موقعبيزبول رفرنس.كوم (الدوري الرئيسي) (الإنجليزية)
- نينو إسبينوزا على موقعبيزبول رفرنس.كوم (الدوري الثانوي) (الإنجليزية)
- نينو إسبينوزا على موقع إي إس بي إن.كوم (أم.أل.بي) (الإنجليزية)
- نينو إسبينوزا على موقع مشجعي الرسوم البيانية (الإنجليزية)